# Patronato de la Alhambra y el Generalife

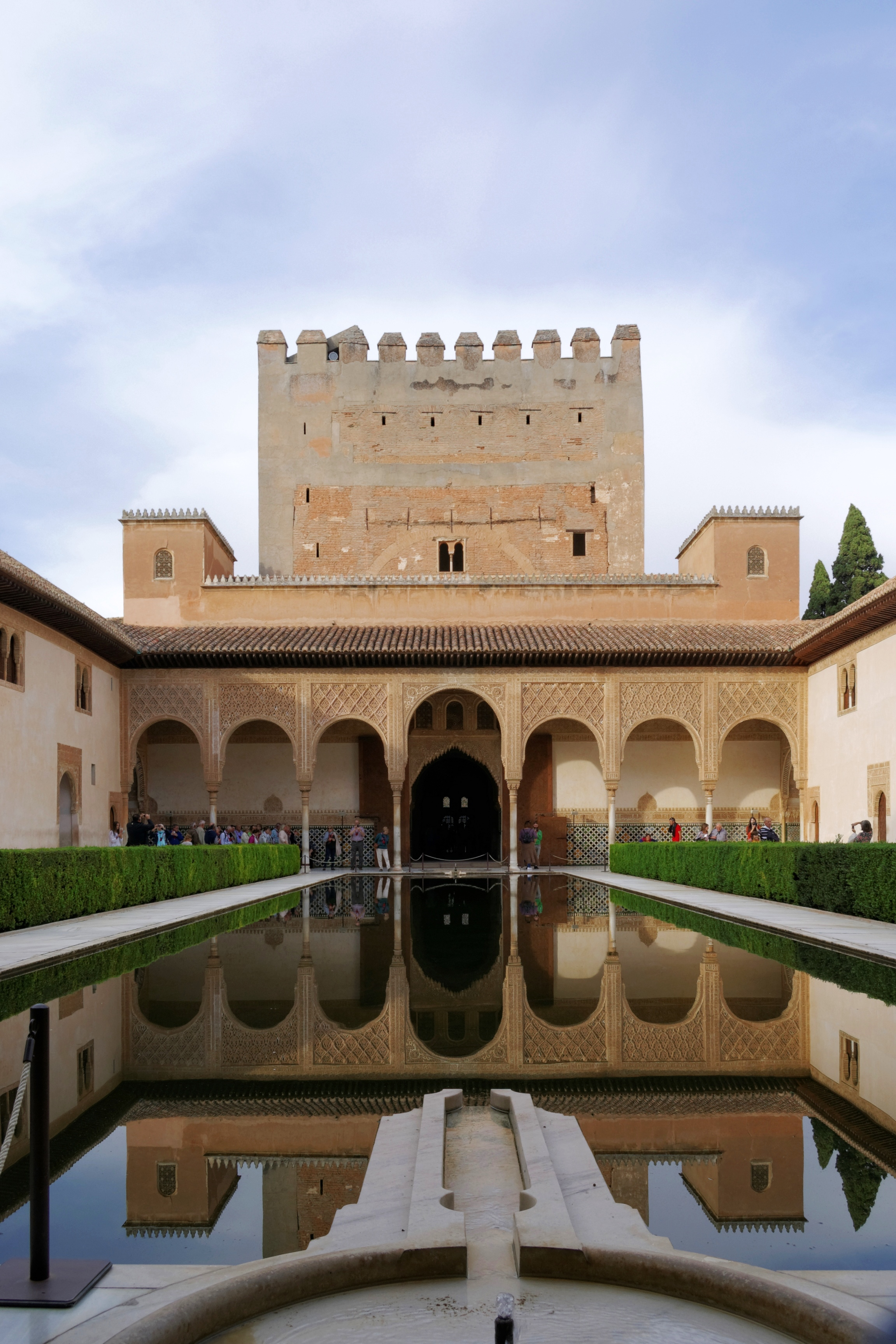
Patio de los Arrayanes de la Alhambra.

El Patronato de la Alhambra y Generalife es la agencia administrativa encargada de la gestión de los monumentos de la Alhambra y el Generalife de Granada, en la comunidad autónoma de Andalucía, España. Tiene personalidad jurídica propia y está adscrito a la Consejería de Turismo, Cultura y Deporte de la Junta de Andalucía. Dentro de sus competencias están la conservación, difusión y custodia del conjunto monumental, la gestión del acceso de visitantes, la elaboración de proyectos y estudios de investigación y la formación de personal artesano en especialidades relacionadas con el mantenimiento.

## Pleno del Patronato de la Alhambra y Generalife
El Pleno es el máximo órgano representativo y rector del Patronato de la Alhambra y Generalife.
| Título                                  | Cargo | Nombre                            |
| --------------------------------------- | --- | --------------------------------- |
| Presidente de Honor                     | Presidente de la Junta de Andalucía                                                                                   | Juan Manuel Moreno                |
| Presidente                              | Consejero de Turismo, Cultura y Deporte de la Junta de Andalucía                                                      | Patricia del Pozo                 |
| Vicepresidenta                          | Alcaldesa del Ayuntamiento de Granada                                                                                 | Marifrán Carazo                   |
| Consejero                               | Director del Patronato de la Alhambra y Generalife                                                                    | Reynaldo Fernández Manzano        |
| Consejero                               | Secretario general del Patronato de la Alhambra y Generalife                                                          | José Miguel Casasola Boyero       |
| Consejero                               | Viceconsejera de Cultura                                                                                              | María Esperanza O`Neill Orueta    |
| Consejero                               | Rectora de la Universidad de Granada                                                                                  | Pedro Mercado                     |
| Consejero                               | Director general de Bellas Artes del Ministerio de Cultura                                                            | Miguel Ángel Recio Crespo         |
| Consejero                               | Directora general de Conjuntos Culturales y Museos de la Junta de Andalucía                                           | Aurora Villalobos                 |
| Consejero                               | Directora general de Patrimonio del Ministerio de Cultura                                                             | Ángeles Albert de León            |
| Consejero                               | Directora General de Patrimonio Histórico de la Consejería de Cultura y Deporte de la Junta de Andalucía              | Mónica Ortiz Sánchez              |
| Consejero                               | Director general de Patrimonio de la Consejería de Economía, Hacienda y Fondos Europeos de la Junta de Andalucía      | Joaquín Gallardo Gutiérrez        |
| Consejero                               | Secretaria general para el Turismo de la Consejería de Cultura y Deporte de la Junta de Andalucía                     | Yolanda de Aguilar Rosell         |
| Consejero                               | Delegado territorial de Sostenibilidad y Medio Ambiente de la Junta de Andalucía en Granada                           | Manuel Francisco García Delgado   |
| Consejero                               | Delegado del Gobierno de la Junta de Andalucía en Granada                                                             | Antonio Jesús Granados García     |
| Consejero                               | Delegado territorial de Cultura y Deporte en Granada                                                                  | David Rodríguez López             |
| Consejero                               | Concejal de Presidencia y Relaciones Institucionales del Excmo. Ayuntamiento de Granada                               | Jorge Saavedra Requena            |
| Consejero                               | Concejal de Urbanismo, Obras Públicas y Licencias del Excmo. Ayuntamiento de Granada                                  | Enrique Catalina Carmona          |
| Consejero                               | Concejal de Cultura y Turismo del Excmo. Ayuntamiento de Granada                                                      | Juan Ramón Ferreira Siles         |
| Consejero                               | Secretario de Estado de Cultura del Ministerio de Cultura                                                             | Jordi Martín Grau                 |
| Consejero                               | Director del Instituto Andaluz de Patrimonio Histórico de la Consejería de Cultura y Deporte de la Junta de Andalucía | Juan José Primo Jurado            |
| Consejero                               | Subdirectora general del Instituto del Patrimonio Cultural de España del Ministerio de Cultura                        | Susana Alcalde Amieva             |
| Consejero                               | Director general del Patronato de la Alhambra y Generalife                                                            | Rodrigo Ruíz-Jiménez Cabrera      |
| Secretaria (con voz y sin voto)         | Secretaria general del Patronato de la Alhambra y Generalife                                                          | María Belén Jiménez Borrego       |
| Patrono Benefactor (con voz y sin voto) | Presidente de la World Monuments Fund                                                                                 | Juan Carlos Fierro Jiménez Lopera |